# Никола Еничерев
Никола Ганчев Еничерев е български просветен деец, общественик и писател.

## Биография
Роден е през месец май в 1844 година в Пловдив, тогава в Османската империя, в семейството на Нона Брадистилова и Ганчо Еничерев от Панагюрище, които се преселват в Пловдив след чумата от 1833 година. В 1850 година започва да учи при дякон Иларион Хилендарски, а от 1853 година е ученик в Централното българско училище, където му преподават Йоаким Груев, Христо Г. Данов и Константин Геров. В 1862 година Еничерев става помощник учител при Йоаким Груев, като заема длъжността до 1865 година.
В периода от 1866 до 1877 година Никола Еничерев е главен учител в Прилеп, като става един от видните дейци на българската просвета в Македония. Реформира Прилепското училище, развивайки го от основно в класно и създава условия то да прерасне в специализирано за начални учители.
Еничерев е сред водачите на борбата за църковна и духовна независимост на българите в Прилепско и в резултат на широка дейност на 25 февруари 1868 година Прилеп отхвърля Цариградската патриаршия, а гръцкото училище е изведено от общинската сграда. Тютюнджийският еснаф в Прилеп приема за свои патрони Св. св. Кирил и Методий по идея на Никола Еничерев и така 11 май става общоградски празник. По негова идея се създават и други еснафски дружества. Избран е за председател на новосъздаденото в пролетта на 1867 година читалище „Надежда“, което става културен център в района. То организира неделно училище за възрастни и вечерни просветни беседи за гостите на големия Прилепски панаир, като така в 1871 година постепенно се ражда идеята за свикване на събор на българските учители от Прилеп, Битоля, Охрид, Крушево, Велес, Ваташа и Радовиш, който си поставя за цел училищната централизация поне в Солунския вилает.
След създаването на Княжество България в 1878 година, Еничерев се мести в София, където работи като учител и чиновник.
В 1904 година Прилепската спомагателна дружба отпразнува 70-годишния юбилей на Еничерев, като в 1909 година, след Хуриета, тържеството се пренася и в Прилеп, посетен от делегация, начело с Димитър Ачков.
Оставя спомени, озаглавени „Възпоменания и бележки“, които са ценен източник за българската просвета в Прилепско и заемат важно място в българската мемоаристика. Мемоарите му съдържат разкази за ранните му години в Пловдив, когато е свидетел на борбата за национална еманципация на града, както и истории около събитията, които преживява в Македония. В записките са съхранени конкретни наблюдения от ежедневието и бита на прилепчани, спомени за десетки дейци на българското възраждане в Прилеп и Битоля, етнографски и фолклорни материали. Спомените му дават историческата основа, върху която Димитър Талев изгражда романа си „Железният светилник“.
Публикува статии във вестник „Македония“. Някои от статиите си подписва като Никола Ганчев.